# Constans I
Flavius Julius Constans (waarschijnlijk rond 323 - Elne, 18 januari 350), bekend als Constans I, was van september 337 tot 18 januari 350 keizer van Rome. Hij wist in 340 zijn broer Constantijn II te verslaan en diens westelijk deel van het Romeinse Rijk bij zijn eigen gebied te voegen. Ontevredenheid in het leger over zijn persoonlijk leven en het feit dat hij zijn barbaarse lijfwacht boven het leger bevoordeelde, veroorzaakte in 350 een rebellie onder aanvoering van zijn generaal Magnentius, die korte tijd later, in september 350 in de moord op Constans I resulteerde.

## Jeugd
Constans was de derde en jongste zoon van Constantijn de Grote en diens vrouw Fausta, de tweede vrouw van zijn vader. Hij werd aan het hof van zijn vader in Constantinopel opgeleid onder voogdijschap van de dichter Aemilius Magnus Arborius.
Op 25 december 333, hij was toen ongeveer tien jaar, werd Constans door zijn vader Constantijn I in Constantinopel tot de rang van Caesar verheven. Voorafgaand aan het jaar 337 werd Constans verloofd met Olympias, de dochter van de pretoriaanse prefect Ablabius. Dit huwelijk zou, ingehaald door de loop der gebeurtenissen, echter nooit worden voltrokken.

## Keizerschap
Na de dood van Constantijn de Grote, kwamen Constans en zijn twee oudere broers Constantijn II en Constantius II bij elkaar om het Romeinse Rijk tussen hun drieën op te delen.. Alle andere familieleden van hun vader, die een claim op de troon zouden kunnen leggen, hadden ze laten vermoorden.
Constans kreeg Italia, Africa, Illyricum, Macedonia en Achaea. Het leger riep de drie broers op 9 september 337 tot Augusti uit.
In eerste instantie stond Constans vanwege zijn leeftijd nog onder voogdijschap van Constantijn II, en in de oorspronkelijke afspraak zou Constans het gezag uitoefenen over de pretoriaanse prefecturen van Italia en Africa. Constans was echter ongelukkig met deze verdeling en vlak nadat hij in 338 meerderjarig was geworden troffen de twee broers elkaar in Viminacium om de grenzen te herzien. Constans slaagde erin het gezag over de Prefectuur Illyricum en het diocees Thracië naar zich toe te trekken. Deze provincies maakten oorspronkelijk deel uit van het gebied dat conform Constantijn de Grotes plan voor na zijn dood bestuurd werd door beider neef Dalmatius. Constans' broer, Constantijn II, klaagde al snel dat hij als oudste zoon niet genoeg grondgebied had ontvangen.
Bijna onmiddellijk na zijn verheffing was Constans genoodzaakt om in het najaar van 337 een Sarmatische invasie het hoofd te boeken. Zijn troepen wisten een klinkende overwinning op deze Sarmaten te boeken.

### Strijd met Constantijn II in 340
Geïrriteerd dat Constans na de dood van Dalmatius Thracië en het Macedonië had ontvangen, eiste Constantijn II dat Constans de Africaanse provincies aan hem zou overdragen. Om de kwetsbare vrede te bewaren stemde Constans hier in toe.. Al snel ontstond er echter ruzie maken over welke delen van het Africaanse provincies tot Carthago behoorden (en dus aan Constantijn II zouden toevallen), en welke provincies aan Italia toevielen (en dus aan Constans). Dit leidde tot groeiende spanningen tussen de twee broers, die nog werden versterkt doordat Constans nu meerderjarig was geworden. Constantijn II weigerde echter zijn voogdijschap op te geven. Het eindresultaat was dat Constantijn II in 340 Italia binnenviel. Constans, die zich op dat moment in Dacia bevond, zond een uitgelezen en gedisciplineerde troepenmacht van zijn Illyrische troepen vooruit. Hij zelf zou hen aan het hoofd van de rest van de troepen volgen. Constantijn werd uiteindelijk in Aquileia in de val gelokt, waar hij stierf. Door deze ontwikkeling kreeg Constans de macht over alle voormalige gebieden van zijn broer - Hispania, Britannia, Gallië, Germania Inferior en Germania Superior. Hij kon deze provincies bij zijn eigen gebied inlijven.

### Acties in de periode 341-343
Volgens de bronnen begon Constans zijn bewind op een energieke manier. In 341/42 leidde Constans een succesvolle campagne tegen de Franken. In de eerste maanden van 343 bezocht hij Britannia de bron voor dit bezoek, Julius Firmicus Maternus, geeft hier geen reden voor, maar de snelle beweging en het gevaar, dat in die tijd onvermijdelijke verbonden was aan het oversteken van Het Kanaal in de wintermaanden, suggereren een militaire noodtoestand, die het hoofd moest worden geboden, mogelijk om een invasie van de Picten en/of de Scoti af te weren.

### Latere incompetentie
Als keizer was Constans minder competent; hoewel hij in zijn eerste jaren als keizer gematigd was, werd hij later meer een tiran. Zo verkocht hij, om zo veel mogelijk geld binnen te halen, ambtenarenposten aan de hoogste bieder. Ook deed hij veel aan vriendjespolitiek.

### Religieus beleid
Ten aanzien van religie stond Constans tolerant ten opzichte van het jodendom. Hij zag blijkbaar minder in het heidendom, want in 341 vaardigde hij een edict uit waarin heidense offers verboden werden. Hij onderdrukte het donatisme in Africa en ondersteunde de Niceense orthodoxie tegen het arianisme, waar zijn broer Constantius II een aanhanger van was. Toen Constans in 343 het concilie van Sardica bijeenriep om dit conflict bij te leggen, liep dit op een complete mislukking uit en rond 346 waren de geschillen over de geloofsbelijdenis zo hoog opgelaaid dat het er sterk op leek dat het tot een oorlog tussen de twee keizers uit zou lopen. Het conflict werd ten slotte pragmatisch opgelost in een interim-overeenkomst die beide keizers de macht gaf om de geestelijken, waar hun voorkeur naar uitging, in hun eigen invloedssfeer te ondersteunen.

## Usurpatie van Magnentius en overlijden
In de laatste jaren van zijn bewind ontwikkelde Constans een reputatie voor wreedheid en wanbeleid. Gedomineerd door zijn favorieten, aanstoot gevend door zijn homoseksualiteit en zijn eigen lijfwacht openlijk bevoordeeld, verloor hij de steun van de legioenen aan de Rijngrens en Brittannië. In 350 werd de Romeinse generaal van Brits-Frankische afkomst Magnentius in Augustodunum (het huidige Autun) met de steun van de troepen aan de Rijn-grens tot keizer uitgeroepen. Magnentius werd al spoedig door de westelijke provincies van het Rijk erkend. Constans was zelf in de buurt bij toen hij op de hoogte werd gesteld van de verheffing van Magnentius. Bij gebrek aan enige vorm van steun in zijn eigen hofhouding moest hij voor zijn leven vluchten. Hij probeerde naar Italia of Hispania te ontkomen, maar Magnentius' aanhangers dreven hem in het nauw in een fort in Vicus Helena (nu Elne) in de Pyreneeën, in het zuidwesten van Gallië,. Daar werd hij door Magnentius' moordenaars gedood. Dezen trokken zich niets aan van het feit dat Constans asiel had gevraagd en gekregen in een plaatselijke tempel.

## Voetnoten
1. 1 2 3 4 5  Jones, blz. 220
2. ↑  Victor, 41:23
3. 1 2 3 4 5 6 7  DiMaio, Constans I (337–350 n.Chr.)
4. 1 2 3  Eutropius, 10:09
5. 1 2  Victor, 41:20
6. 1 2 3  Canduci, blz. 130
7. 1 2 3 4 5 6  Gibbon, Hfdstk. 18
8. 1 2  Victor, 41:21
9. ↑  Zosimus, 2:41-42
10. ↑  Socrates Scholasticus, Kerkgeschiedenis, boek 2, hoofdstuk 20.
11. ↑  Patrick J. Healy, Catholic Encyclopedia, 1930, Sardica
12. ↑  Aan dit concilie van Sardica deed onder ander de nog steeds bekende bisschop Servatius van Maastricht mee.
13. 1 2 3 4  Canduci, blz. 131
14. ↑  Zosimus, 2:42
15. ↑  Eutropius, 10:9:4
16. ↑  Victor, 41:21:23